# Olaf's Frozen Adventure
Olaf's Frozen Adventure (prt: Frozen: Uma Aventura de Olaf; bra: Olaf - Em uma Nova Aventura Congelante de Frozen) é um curta-metragem de animação 3D de 2017, produzido pela Walt Disney Animation Studios e lançado pela Walt Disney Pictures. Dirigido por Kevin Deters e Stevie Wermers, que anteriormente dirigiram o curta-metragem Prep e Landing com temática de festas de fim de ano. O filme apresenta as vozes de Josh Gad, Kristen Bell, Idina Menzel e Jonathan Groff reprisando seus papéis do filme original de 2013 Frozen. Foi lançado em 3D nos cinemas junto com Coco da Pixar em 22 de novembro de 2017.

## Elenco
- Josh Gad é Olaf, um boneco de neve falante que foi magicamente criado por Elsa no primeiro filme. Ele é o protagonista titular do curta-metragem.
- Kristen Bell é Princesa Anna, a mais nova das duas irmãs, Princesa de Arendelle e namorada de Kristoff.
- Idina Menzel é Rainha Elsa, a mais velha das duas irmãs e Rainha de Arendelle.
- Jonathan Groff é Kristoff, um vendedor de gelo e o namorado de Anna.

## Produção
Em fevereiro de 2016, o curta-metragem foi anunciado como um especial de televisão, para ser exibido no canal de televisão ABC, com produção de Roy Conly e direção de Kevin Deters e Stevie Wermers. O título foi revelado durante o lançamento do especial para televisão feito pela ABC The Making of Frozen: Return to Arendelle, onde também foi anunciado que haveria músicas originais de Elyssa Samsel e Kate Anderson. No entanto, foi anunciado em junho de 2017 que, em vez disso, seria lançado como um curta-metragem para cinema antes do filme Coco da Pixar, já que o curta foi considerado muito cinematográfico para a televisão. O elenco original principal retornou, incluindo Josh Gad, Kristen Bell, Idina Menzel e Jonathan Groff. A história foca em Olaf, que tenta encontrar as melhores tradições de fim de ano para Anna, Elsa e Kristoff.

## Lançamento
Olaf's Frozen Adventure foi lançado em 3D nos cinemas pela Walt Disney Pictures junto com Coco da Pixar em 22 de novembro de 2017. No Reino Unido, foi lançado com um relançamento de Frozen em 25 e 26 de novembro de 2017. No dia 23 de novembro, a Disney anunciou o lançamento de Olaf's Frozen Adventure nos canais de televisão a cabo da Disney na América Latina, juntamente com a Netflix no dia 8 de dezembro e posterior nos canais mexicanos Azteca 7 e Azteca 13.

### Recepção
Na semana seguinte ao lançamento de Coco no México, a mídia local notou a recepção negativa do público quanto à duração do curta-metragem. Alguns dias depois, todos os cinemas do México ofereceram desculpas e retiraram o curta-metragem antes da exibição do filme. O público estadunidense teve uma reação negativa semelhante. Alissa Wilkinson, da Vox.com, também informou que o público na América do Norte tem criticado a decisão da Disney de exibir o curta-metragem de 21 minutos antes da atração principal. Ela também sentiu que o curta-metragem teria sido melhor na televisão em vez disso, como anunciado originalmente.
Simon Boyle, do The Sun, escreveu que o curta-metragem "não decepciona", acrescentando que "fornece uma ponte perfeita para a sequência muito aguardada".

## Trilha sonora
Foram compostas quatro músicas originais para o curta-metragem, escritas por Elyssa Samsel e Kate Anderson, intituladas "Ring in the Season", "The Ballad of Flemmingrad", "That Time of Year" e "When We're Together". As instrumentais do curta-metragem foram compostas por Christophe Beck e Jeff Morrow. A trilha sonora completa foi lançada em 3 de novembro de 2017 pela Walt Disney Records.
| Lista de faixas |                                                   |                                                   |         |  |
| N.º             | Título                                            | Intérprete(s)                                     | Duração |  |
| 1.              | "Ring in the Season"                              | Kristen Bell Idina Menzel Josh Gad                | 1:58    |  |
| 2.              | "The Ballad of Flemmingrad"                       | Jonathan Groff                                    | 0:44    |  |
| 3.              | "Ring in the Season" (Reprise)                    | Idina Menzel                                      | 1:16    |  |
| 4.              | "That Time of Year"                               | Josh Gad Idina Menzel Kristen Bell Elenco         | 3:03    |  |
| 5.              | "That Time of Year" (Reprise)                     | Josh Gad                                          | 0:52    |  |
| 6.              | "When We're Together"                             | Idina Menzel Kristen Bell Josh Gad Jonathan Groff | 2:50    |  |
| 7.              | "Olaf's Frozen Adventure" (Score Suite)           | Christophe Beck Jeff Morrow                       | 4:27    |  |
| 8.              | "The Ballad of Flemmingrad" (Traditional Version) | Groff                                             | 3:06    |  |
| 9.              | "Ring in the Season" (Instrumental Karaoke Mix)   | Elyssa Samsel Kate Anderson                       | 1:58    |  |
| 10.             | "That Time of Year" (Instrumental Karaoke Mix)    | Samsel Anderson                                   | 3:02    |  |
| 11.             | "When We're Together" (Instrumental Karaoke Mix)  | Samsel Anderson                                   | 2:49    |  |
| Duração total:  | Duração total:                                    | Duração total:                                    | 25:40   |  |

### Edição brasileira
A trilha sonora de Olaf: Em Uma Nova Aventura Congelante de Frozen será lançada junto com o curta-metragem no Brasil, no dia 8 de dezembro de 2017. Além das músicas em português, no CD brasileiro também foram incluídas as canções em inglês.

#### Lista de faixas
| Olaf: Em Uma Nova Aventura Congelante de Frozen – Edição digital |                                                  |                                                          |         |  |
| N.º                                                              | Título                                           | Intérprete(s)                                            | Duração |  |
| 1.                                                               | "As Festas que o Sino nos Traz"                  | Taryn Spilzman Gabi Porto Fábio Porchat                  | 1:58    |  |
| 2.                                                               | "Flemmingrad, O Troll"                           | Raphael Rossatto                                         | 0:45    |  |
| 3.                                                               | "As Festas que o Sino nos Traz (Reprise)"        | Taryn Spilzman                                           | 1:16    |  |
| 4.                                                               | "Pra Celebrar"                                   | Fábio Porchat Taryn Spilzman Gabi Porto Elenco           | 3:02    |  |
| 5.                                                               | "Pra Celebrar (Reprise)"                         | Fábio Porchat                                            | 0:52    |  |
| 6.                                                               | "Se Estamos Juntos"                              | Taryn Spilzman Gabi Porto Fábio Porchat Raphael Rossatto | 2:50    |  |
| 7.                                                               | "Olaf's Frozen Adventure"                        | Christophe Beck Jeff Morrow                              | 4:27    |  |
| 8.                                                               | "Flemmingrad, O Troll (Versão Álbum)"            | Raphael Rossatto                                         | 3:06    |  |
| 9.                                                               | "Ring in the Season" (Instrumental Karaoke Mix)  | Elyssa Samsel Kate Anderson                              | 1:58    |  |
| 10.                                                              | "That Time of Year" (Instrumental Karaoke Mix)   | Samsel Anderson                                          | 3:02    |  |
| 11.                                                              | "When We're Together" (Instrumental Karaoke Mix) | Samsel Anderson                                          | 2:49    |  |

| Olaf: Em Uma Nova Aventura Congelante de Frozen – Faixas bônus da edição física |                                                   |                                                   |         |  |
| N.º                                                                             | Título                                            | Intérprete(s)                                     | Duração |  |
| 12.                                                                             | "Ring in the Season"                              | Kristen Bell Idina Menzel Josh Gad                | 1:58    |  |
| 13.                                                                             | "The Ballad of Flemmingrad"                       | Jonathan Groff                                    | 0:44    |  |
| 14.                                                                             | "Ring in the Season (Reprise)"                    | Idina Menzel                                      | 1:16    |  |
| 15.                                                                             | "That Time of Year"                               | Josh Gad Idina Menzel Kristen Bell Elenco         | 3:03    |  |
| 16.                                                                             | "That Time of Year (Reprise)"                     | Josh Gad                                          | 0:52    |  |
| 17.                                                                             | "When We're Together"                             | Idina Menzel Kristen Bell Josh Gad Jonathan Groff | 2:50    |  |
| 18.                                                                             | "The Ballad Of Flemmingrad (Traditional Version)" | Jonathan Groff                                    | 3:06    |  |

### Edição portuguesa
A banda sonora de Frozen: Uma Aventura de Olaf foi lançada em Portugal em 17 de novembro de 2017.
| Lista de faixas |                                                  |                                                              |         |  |
| N.º             | Título                                           | Intérprete(s)                                                | Duração |  |
| 1.              | "Acordar o Natal"                                | Catia Moreira Ana Encarnação Henrique Feist                  | 1:58    |  |
| 2.              | "A Balada de Flemmingrad"                        | Filipe Gonçalves                                             | 0:44    |  |
| 3.              | "Acordar o Natal (Reprise)"                      | Ana Encarnação                                               | 1:16    |  |
| 4.              | "Quadra do Mês"                                  | Henrique Feist Ana Encarnação Catia Moreira                  | 3:02    |  |
| 5.              | "Quadra do Mês (Reprise)"                        | Henrique Feist                                               | 0:52    |  |
| 6.              | "Quando Estamos Juntos"                          | Ana Encarnação Catia Moreira Filipe Gonçalves Henrique Feist | 2:50    |  |
| 7.              | "Olaf's Frozen Adventure"                        | Christophe Beck Jeff Morrow                                  | 4:27    |  |
| 8.              | "A Balada de Flemmingrad (Versão Tradicional)"   | Filipe Gonçalves                                             | 3:05    |  |
| 9.              | "Ring in the Season" (Instrumental Karaoke Mix)  | Elyssa Samsel Kate Anderson                                  | 1:58    |  |
| 10.             | "That Time of Year" (Instrumental Karaoke Mix)   | Samsel Anderson                                              | 3:02    |  |
| 11.             | "When We're Together" (Instrumental Karaoke Mix) | Samsel Anderson                                              | 2:49    |  |